# Glenea griseolineata
Glenea griseolineata là một loài bọ cánh cứng trong họ Cerambycidae.